# Tetrix nigricolle
Tetrix nigricolle är en insektsart som beskrevs av Walker, F. 1871. Tetrix nigricolle ingår i släktet Tetrix och familjen torngräshoppor. Inga underarter finns listade i Catalogue of Life.